# Einarr Helgason
Einarr Helgason eller Einarr skálaglamm var en islandsk skjald der levede i 900-tallet.
Han var hofpoet for Håkon jarl, som han dedikered sit magnum opus, Vellekla, til. Einarr tilnavn skálaglamm betyder "skål klirre" og refererer til et sæt vægte med guddommelige egenskaber, som han havde fået af Kåkon.
Den del af Einarrs poesi, der er bevaret, stammer fra kongesagaerne, Yngre Edda, Egils saga og Jomsvikingernes saga. Ifølge Egils saga, var Einar ven med Egill Skallagrímsson, og han gav ham engang et dekoreret skjold, som han selv havde fået i Norge. Egill var meget utilfreds, da traditionen foreskrev, at han da skulle skrive en drapa på skjolde.
Ifølge Landnámabók og andre kilder, druknede Einår Breiðafjörður.